# Alma Hasanic
Alma Hasanić Grizović, née le 13 mai 1989 à Šije, est une handballeuse internationale norvégienne puis monténégrine qui évolue au poste de gardienne de but. 

## Biographie
À l'issue de la saison 2012-2013, elle quitte Glassverket IF pour rejoindre le Larvik HK et évoluer aux côtés de Lene Rantala et Cecilie Leganger. À la suite de blessures des gardiennes titulaires, elle s'impose rapidement dans son nouveau club et remporte le championnat et la coupe de Norvège pour sa première saison à Larvik.
Née en Bosnie de parents bosniens, elle grandit en Norvège. Elle fait ses débuts en équipe de Norvège le 8 juin 2014, face à la Corée du Sud. Du fait de la concurrence au poste de gardienne en équipe de Norvège, elle choisit de rejoindre l'équipe nationale du Monténégro, grâce à des ascendants monténégrins.
En 2019, après une saison et demie à Storhamar Håndball, elle rejoint Larvik HK où elle occupe également un poste administratif à compter de la saison 2019-2020. 

## Palmarès
compétitions nationales
- championne de Norvège en 2014, 2015, 2016 et 2017 (avec Larvik HK)
- vainqueur de la coupe de Norvège en 2014, 2015, 2016 et 2017 (avec Larvik HK)